# Campionati europei di beach volley 2007
I Campionati europei di beach volley 2007 si sono svolti dal 24 al 26 giugno 2007 a Valencia in Spagna.

## Podi
| Evento                      | Oro                                          | Argento                                      | Bronzo                               |
| Torneo maschile (dettagli)  | Austria Peter Gartmayer Clemens Doppler      | Paesi Bassi Reinder Nummerdor Richard Schuil | Germania David Klemperer Eric Koreng |
| Torneo femminile (dettagli) | Grecia Vasilikí Arvaniti Vasilikí Karantasiu | Germania Sara Goller Laura Ludwig            | Norvegia Nila Håkedal Ingrid Tørlen  |

## Medagliere
| Posizione | Nazione     | Oro | Argento | Bronzo | Totale |
| --------- | ----------- | --- | ------- | ------ | ------ |
| 1         | Austria     | 1   | 0       | 0      | 1      |
| 1         | Grecia      | 1   | 0       | 0      | 1      |
| 3         | Germania    | 0   | 1       | 1      | 2      |
| 4         | Paesi Bassi | 0   | 1       | 0      | 1      |
| 5         | Norvegia    | 0   | 0       | 1      | 1      |
| Totale    | Totale      | 2   | 2       | 2      | 6      |